# Hard Feelings
Hard Feelings  è il sesto album in studio del gruppo musicale metalcore statunitense Blessthefall, pubblicato il 23 marzo 2018. È il primo album che la band ha rilasciato tramite l'etichetta discografica Rise Records ed è stato prodotto da Tyler Smyth, Matt Good e Howard Benson.

## Promozione
Nel gennaio 2018 viene pubblicato un videoclip per Melodramatic, mentre il mese seguente è stata la volta di Wishful Sinking.

## Tour
Dall'inizio del 2018, il gruppo è in tour con Of Mice & Men, Cane Hill, MCSW e Fire from the Gods.

## Tracce
1. Wishful Sinking – 4:27
2. Find Yourself – 3:57
3. Melodramatic – 3:01
4. Feeling Low – 3:34
5. Cutthroat – 3:18
6. I'm Over Being Under(rated) – 3:35
7. Sleepless in Phoenix – 3:45
8. Keep Me Close – 4:47
9. Sakura Blues – 3:41
10. Welcome Home – 3:41

## Classifiche
| Classifiche (2018)                   | Posizione massima |
| ------------------------------------ | ----------------- |
| New Zealand Heatseeker Albums (RMNZ) | 8                 |